# لورينزو إم. ناردوتشي
لورنزو م ناردوتشي (بالإنجليزية: Lorenzo Narducci)‏ (1942 - 2006) كان فيزيائي إيطالي أمريكي ومشهور بإنجازاته في مجال بصريات الكم وخصوصا دراسة ظاهرة عدم إستقرار الليز. ولقد ألف أكثر من 200 ورقة علمية، والعديد من الكتب مثل كتب عن فيزياء الليزر وظاهرة عدم إستقرار الليزر.